# Карліс Заріньш
Карліс Заріньш (латис. Kārlis Zariņš; *6 липня 1930, Рига — †23 вересня 2015, Рига) — латвійський оперний співак (драматичний тенор), педагог.

## Біографія
У 1944 році закінчив школу в Ризі, навчався на технічному факультеті Латвійського університету (нині Ризький технічний університет).
У 1960 році закінчив Латвійську консерваторію по класу Александра Вілюманіса, в 1960—1961 роках удосконалювався в Софійській консерваторії (Болгарія) у професора І. Йосифова.
З 1960 по 2006 роки — соліст Латвійського театру опери і балету (нині Латвійська Національна опера) (Рига).
Співав у багатьох зарубіжних оперних театрах.
Виступав в концертах, в репертуарі тенорові партії в «Реквіємі» Дж. Верді, «Реквіємі» В. А. Моцарта, «Месії» Г. Ф. Генделя, ораторії «Махагони» М. Заріньш, а також в 9-й симфонії Л. Бетховена.
З 1972 року викладав на вокальному відділенні Латвійської консерваторії (з 1983 — професор).
Заріньш помер 23 вересня 2015 року в Ризі. Похований на 1-му Лісовому цвинтарі.

## Сім'я
- Дружина — Регіна (з 1953) — художник.
- Дочка — Зане (померла 2003).

## Звання та нагороди
- Офіцер ордена Трьох зірок (2001)
- Великий музичний приз Латвії — за видатний внесок у латвійське вокальне мистецтво (1994)
- Премія «Алдара» — за життєвий внесок у Латвійському театрі опери і балету (1999)
- Великий музичний приз Латвії — за життєвий внесок (2005)
- Нагорода «Легендарне життя в мистецтві» на церемонії вручення призів кращим артистам опери та балету за 2014 (2015)

## Репертуар
- Германн — «Пікова дама» П. І. Чайковського
- Самозванець — «Борис Годунов» М. П. Мусоргського
- Радамес, Гонець — «Аїда» Дж. Верді (1982)
- Манріко — «Трубадур» Дж. Верді
- Калаф — «Турандот» Дж. Пуччіні
- Пітер Граймс — «Пітер Граймз» Б. Бріттена
- Тангейзер — «Тангейзер» Р. Вагнера (1974)
- Де Гріє — «Манон Леско» Дж. Пуччіні
- Отелло — «Отелло» Дж. Верді
- Дон Базиліо — «Весілля Фігаро» В. А. Моцарта
- Задрипаний чоловічок — «Катерина Ізмайлова» Д. Д. Шостаковича
- Король Густав III — «Бал-маскарад» Дж. Верді (1975)
- Зигмунд — «Валькірія» Р. Вагнера
- Рудольф — «Богема» Дж. Пуччіні
- Принц — «Любов до трьох апельсинів» С. С. Прокоф'єва
- Хозе — «Кармен» Ж. Бізе
- Віжут — «Банюта» А. Калниньша
- Кангар — «Вогонь і ніч» Я. Мединьша
- Маріс — «Принцеса Гундега» А. Скулте
- «Опера жебраків» М. Заріньш
- «Сільська честь» П. Масканьї